# YUL 871
Pour plus de détails, voir Fiche technique et Distribution.
YUL 871 est un film canadien français réalisé par Jacques Godbout et sorti en 1966. Le film a gagné le prix pour la meilleure réalisation au Festival international du film de Chicago.

## Synopsis
Un ingénieur européen se retrouve 2 jours à Montréal en attendant un rendez-vous d'affaires. Il se promène dans les rues, et se met à la recherche de ses parents dont il a été séparé pendant la guerre.

## Fiche technique
- Titre anglais : Montreal Flight 871
- Réalisation : Jacques Godbout
- Scénario : Jacques Godbout
- Production : André Belleau, Office national du film du Canada (ONF)
- Photographie : Georges Dufaux
- Lieu de tournage : Montréal, Québec
- Musique : François Dompierre, Stéphane Venne
- Montage : Victor Jobin
- Type : Noir et blanc
- Durée : 71 minutes
- Date de sortie: 
  - Canada : 30 juillet 1966

## Distribution
- Charles Denner : L'ingénieur européen
- Andrée Lachapelle
- Paul Buissonneau
- Francine Landry
- Jean Duceppe
- Boudha Bradon
- Les Jérolas
- Jacques Normand
- Jacques Desrosiers
- Louise Marleau